# Les Salles-du-Gardon
Les Salles-du-Gardon is een gemeente in het Franse departement Gard (regio Occitanie). De plaats maakt deel uit van het arrondissement Alès. Les Salles-du-Gardon telde op 1 januari 2022 2.403 inwoners.

## Geografie
De oppervlakte van Les Salles-du-Gardon bedroeg op 1 januari 2022 21,09 vierkante kilometer; de bevolkingsdichtheid was toen 113,9 inwoners per km².

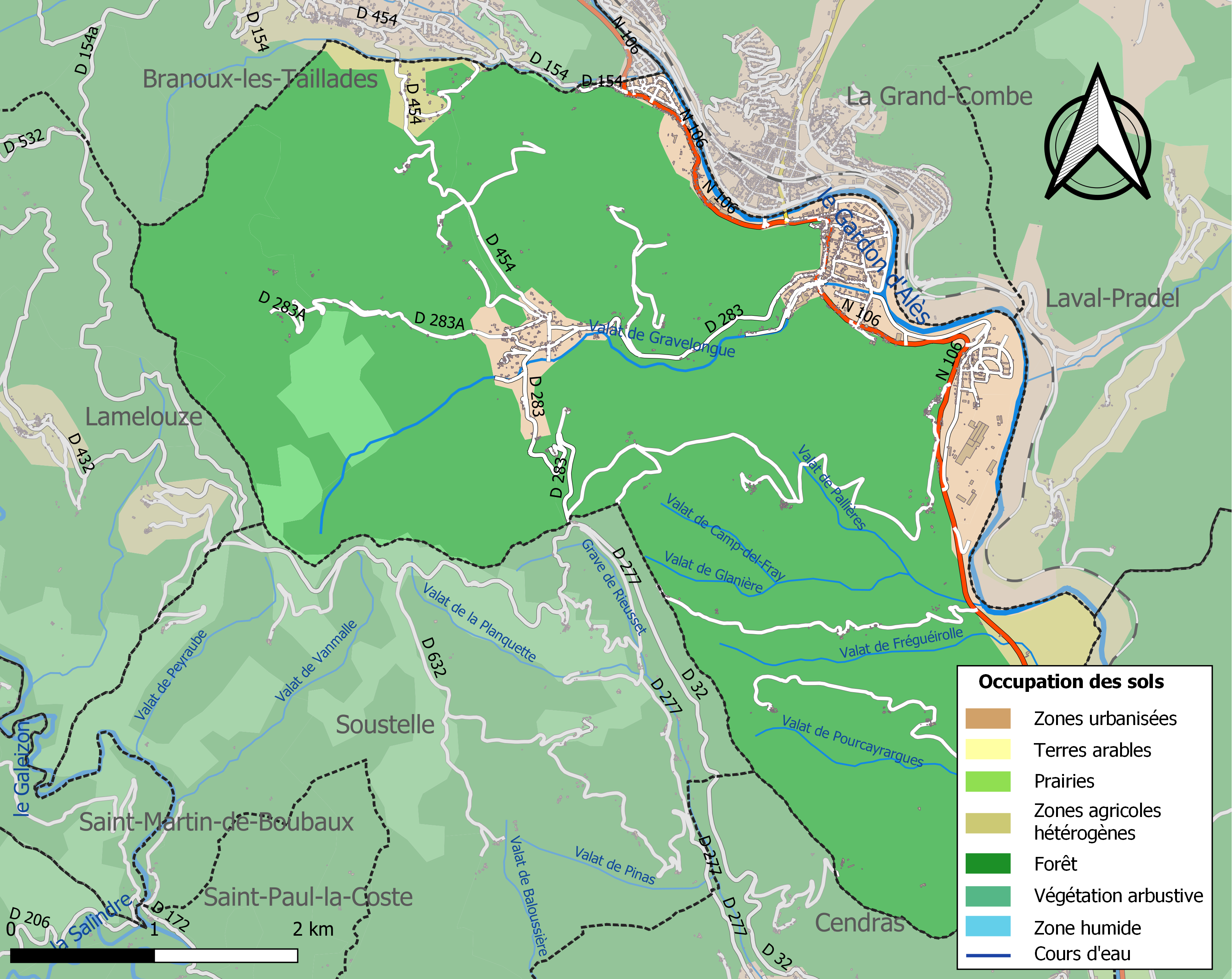
Kaart van de gemeente met belangrijkste infrastructuur, bodemgebruik en omliggende gemeenten

## Demografie
Onderstaande figuur toont het verloop van het inwonertal (bron: INSEE-tellingen).